# Liriomyza dendranthemae
Liriomyza dendranthemae är en tvåvingeart som beskrevs av Nowakowski 1975. Liriomyza dendranthemae ingår i släktet Liriomyza och familjen minerarflugor.
Artens utbredningsområde är Polen. Inga underarter finns listade i Catalogue of Life.